# Flamingo (Herbie Mann)
Flamingo è il primo album da solista di Herbie Mann, realizzato nel 1955.

## Descrizione
Mann, dopo aver collaborato con Phil Woods, realizza il suo primo lavoro negli studi della Bethlehem Records di New York. Lo strumentista americano suona quattro differenti tipi di flauti. Per ottenere un risultato migliore, l'artista si avvale della tecnica della sovraincisione. Il disco presenta brani inediti e di repertorio. 

## Tracce
1. I've Told Ev'ry Little Star (Jerome Kern, Oscar Hammerstein II) - 4:40
2. Love Is a Simple Thing (Arthur Siegel, June Carroll) - 2:00
3. There's No You (Tom Adair) - 4:12
4. Sorimaό - 3:25
5. The Influential Mr. Cohn - 2:33
6. A One Way Love - 3:16
7. The Surrey (Richard Rodgers, Hammerstein) - 2:39
8. Flamingo (Ted Grouya, Edmund Anderson) - 2:43
9. Little Orphan Annie (Gus Kahn, Joe Sanders) - 3:28
10. Jasmin (Quincy Jones) - 3:00
11. Beverly - 2:04
12. Woodchuck (Joe Puma) - 2:54

## Formazione
- Herbie Mann: flauto
- Joe Puma: chitarra elettrica
- Charles Andrus: basso
- Harold Granowsky: batteria